# Duarte de Portugal, 5.º Duque de Guimarães
O infante Duarte de Portugal, também conhecido como Duarte II, 5º Duque de Guimarães (Pronunciação AFI: [du'aɾt(ɨ)]) (Almeirim, março de 1541–Évora, 28 de novembro de 1576), foi um Infante de Portugal, filho do Infante Dom Duarte I, 4º duque de Guimarães e de sua esposa, Dona Isabel de Bragança.
Pelo seu pai, era neto do rei D. Manuel I de Portugal; pela mãe, era neto de Jaime, 4º Duque de Bragança.
Nasceu póstumo e herdou a casa e os títulos de seu pai: o Ducado de Guimarães. Foi um dos mais influentes nobres na corte de seu tio, o rei D. João III de Portugal, e na de seu primo, o rei D. Sebastião.
Em 1555 tornou-se o 10.º Condestável de Portugal. Em 1557, quando o rei D. João III morreu, Duarte era um dos três descendentes masculinos legítimos vivos do rei D. D. Manuel I (para além do seu primo, o rei D. Sebastião, e de seu tio, o cardeal-infante D. Henrique).
Como membro do Conselho de Estado votou, em 1569, a favor do casamento de D. Sebastião com Margarida de Valois (que mais tarde veio a ser a primeira mulher do rei Henrique IV de França) e, em 1574, acompanhou o rei D. Sebastião na sua primeira viagem a Tânger, no norte de África.
O rei D. Sebastião tinha ciúmes de D. Duarte pela sua popularidade e, por diversas vezes desrespeitou a sua posição. Quando o rei não convidou o primo para a tourada real organizada em Xabregas (Lisboa), Duarte ficou aborrecido e se retirou da Corte, indo viver em Évora onde, alguns meses depois, morreu solteiro e sem descendência, aos 35 anos. Está sepultado no Colégio da Companhia de Évora.
Duarte II tinha duas irmãs mais velhas, ambas casadas com nobres da Renascença:
- Infanta Maria de Portugal (1538–1577), também conhecida como D. Maria de Guimarães, casada com o italiano Alessandro Farnese, Duque de Parma e Piacenza;
- Infanta Catarina de Portugal (1540–1614), também conhecida por Catarina de Guimarães, casada com o português João I, Duque de Bragança.

Uma vez que era casada com um português, a Infanta Catarina de Guimarães herdou os direitos de seu irmão ao Ducado de Guimarães. Durante a crise sucessória de 1580, Catarina e o seu marido, João I de Bragança, foram importantes pretendentes ao trono de Portugal.